# Kooteri, Kolar
Kooteri là một làng thuộc tehsil Kolar, huyện Kolar, bang Karnataka, Ấn Độ.